# Раїзов Жумабай Нурбаєвич
Жумабай Нурбаєвич Раїзов (рос. Жумабай Нурбаевич Раизов; (8 березня 1996 , Актабан, Курганська область  — 2 вересня 2022 , Андріївка, Херсонська область ) — російський офіцер казахського походження, старший лейтенант ПДВ РФ. Герой Російської Федерації.

## Біографія
Незабаром після народження Жумабая його сім'я переїхала в Благодатне Казанського району Тюменської області. Після закінчення Ільїнської середньої загальноосвітньої школи в 2014 році вступив в Рязанське повітрянодеснатне командне училище. Після закінчення училища в 2018 році служив в 56-й окремій десантно-штурмовій бригаді. З 2021 року служив в 76-й десантно-штурмовій дивізії, спочатку командиром парашутно-десантної роти 237-го, потім — 2-ї десантно-штурмової роти 104-го десантно-штурмового полку. Загинув у бою. 23 вересня 2022 року був похований в Ільїнці.

## Нагороди
- Перше місце на військовому конкурсі «Професіонал» (2020)
- Найкращий стрілець на конкурсі ПДВ «Воїн світу» (березень 2021)
- Медаль «За відвагу»
- Медаль «За участь у військовому параді на День Перемоги»
- Звання «Герой Російської Федерації» (20 листопада 2022, посмертно) — «за мужність і героїзм, проявлені під час виконання військового обов'язку.» 20 грудня медаль «Золота зірка» була передана батькові Раїзова губернатором Тюменської області Олександром Моором.